# Künga Lodrö (sakya trizin)
Künga Lodrö (1729-1783) was van 1741 tot 1783 de eenendertigste sakya trizin, de hoogste geestelijk leider van de sakyatraditie in het Tibetaans boeddhisme.